# エキ・リテール・サービス阪急阪神

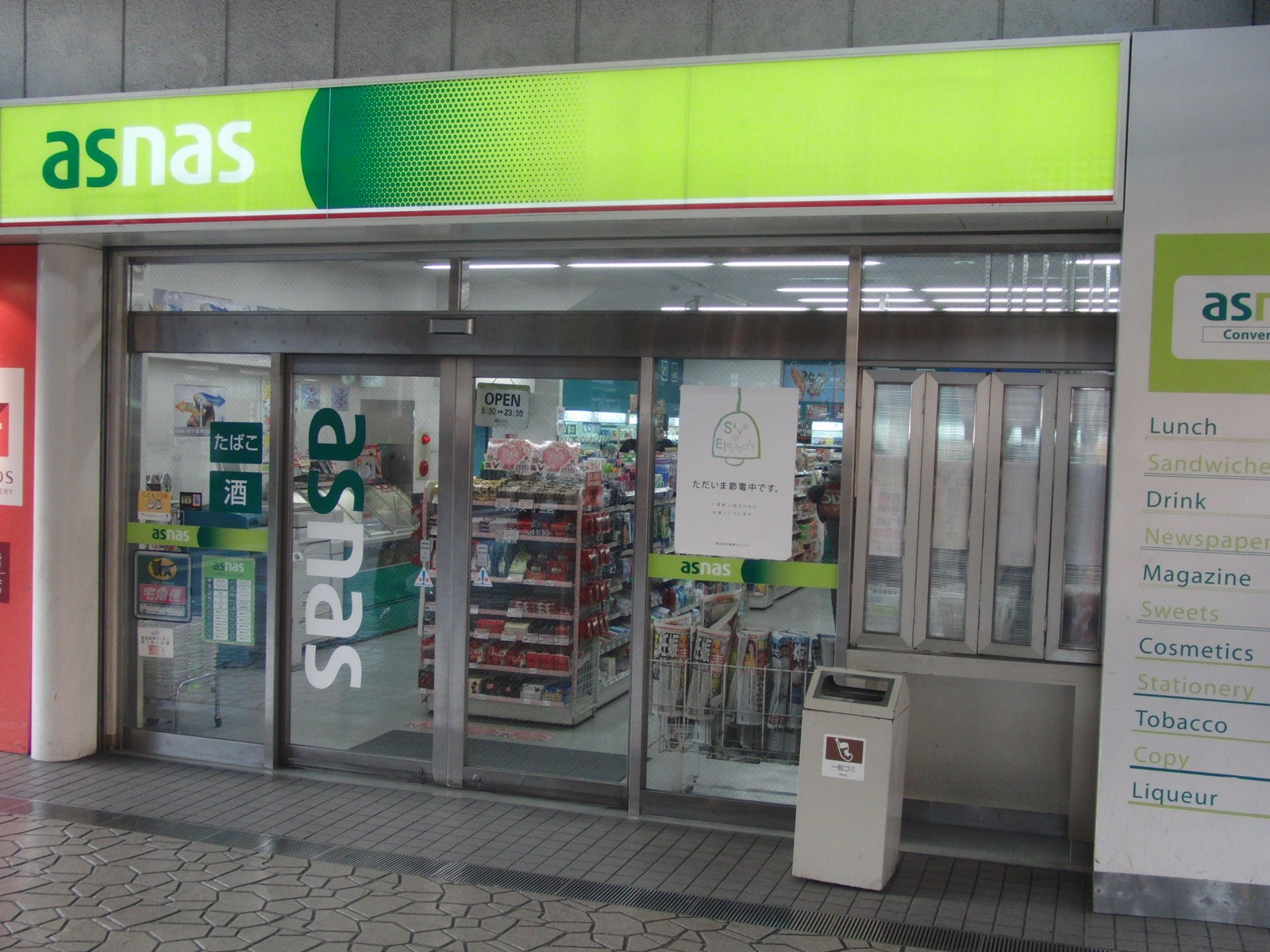
アズナス十三店

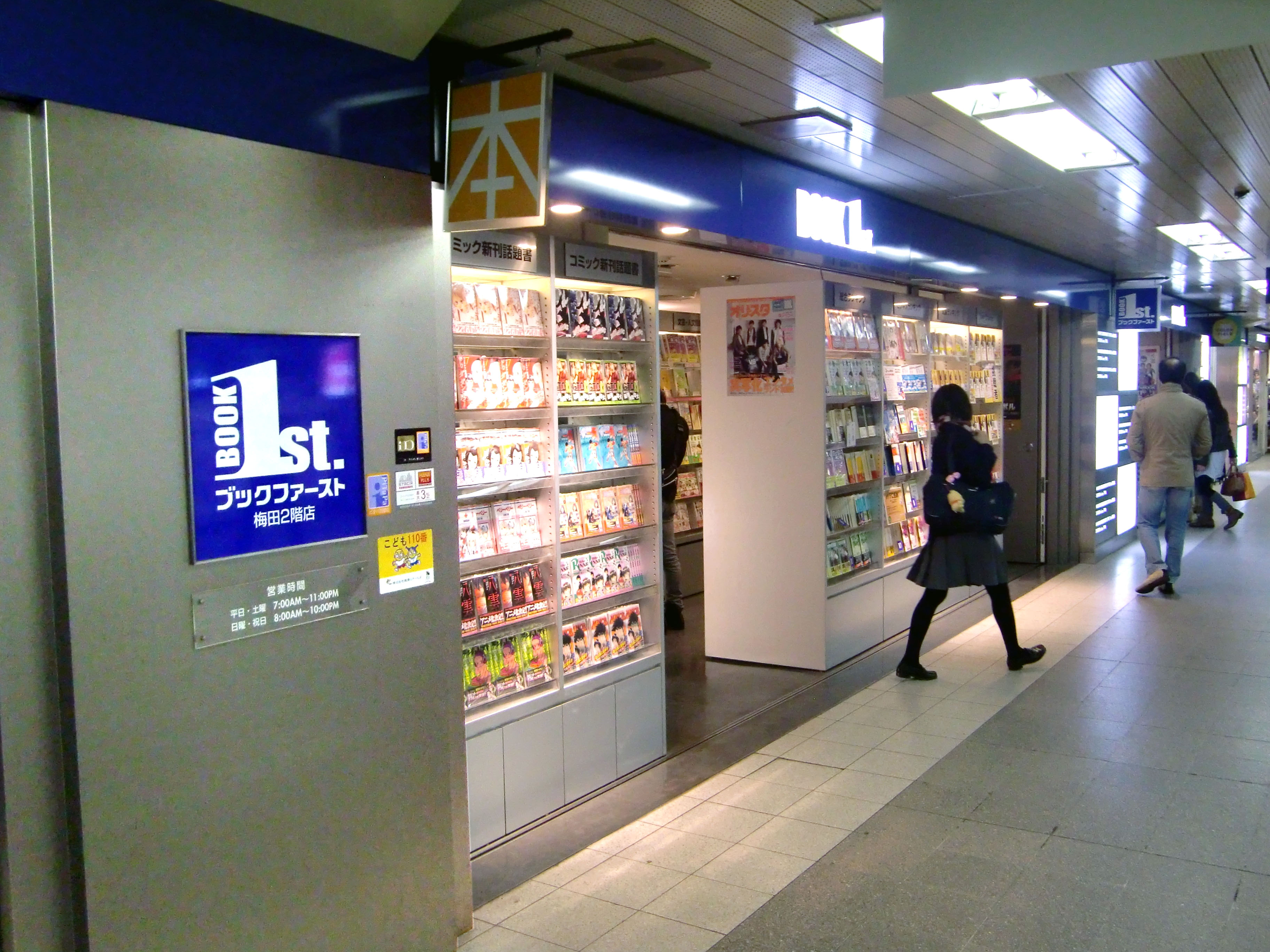
ブックファースト梅田2階店

株式会社エキ・リテール・サービス阪急阪神（エキ・リテール・サービスはんきゅうはんしん）は、大阪府大阪市北区芝田に本社を置くリテール事業の統括企業である。
阪急阪神ホールディングスの連結子会社である。阪急リテールズ時代は阪急電鉄の100%出資で設立・運営されていたが、2014年4月1日に阪神電気鉄道が同社の株を50%取得し、現社名に変更した。

## 歴史・概要

### 店舗運営業務の受託会社としての創業
1976年（昭和51年）8月24日、阪急電鉄の100%子会社である阪急リテールズとして設立され、阪急電鉄の流通事業部門が駅周辺で展開する直営の消費者向け小売店舗の運営業務を受託したのが始まりである。
1994年（平成6年）6月に親会社の阪急電鉄に流通事業本部が発足して同社の駅を活用した直営店などの出店が加速したため、その運営業務を受託する当社の事業も拡大していくことになった。
2007年（平成19年）3月には当社の運営する各店舗に電子マネーのiDを導入して支払に利用できるようにするサービスを始めた。

### 店舗経営をする流通企業へ
2008年（平成20年）4月1日にブックファーストとして展開している書店事業やアズナスとして展開しているコンビニエンスストア事業のほか、カラーフィールドなどの化粧品店やフレッズなどの飲食店を含む流通事業が移管されて当社は2007年（平成19年）度の見込みでブックファーストの約200億円を含めて約466.64億円の売上高を引継ぎ、自社の事業として独立性を持って迅速に意思決定が出来るようにされた。
なお、この事業移管に伴い、親会社の阪急電鉄の流通事業本部は流通事業を行う子会社の統括業務に専念することになった。
また、同日より阪神電気鉄道の100%出資子会社である阪神ステーションネットのコンビニエンスストアアンスリーの運営を受託してアズナスと一体的な運営を開始した。
2009年（平成21年）4月1日に株式会社ダブルデイ阪急を吸収合併して同社が運営してきた家具・生活雑貨店ダブルデイの運営も行うようになると同時に阪神ステーションネットのコンビニエンスストアアンスリー全8店舗を関係する全従業員16人と共に引継いでアズナスに転換し、2010年（平成22年）4月1日にフレッズなどとして展開していた飲食事業を阪急阪神ホテルズの100%子会社として同年2月に設立された新会社阪急阪神レストランズへ移管し、2012年（平成24年）4月1日に当社の最大の事業だった書店のブックファーストが分社化されて阪急電鉄100%出資子会社として新たに設立されて当社から書店事業が譲渡されるなど、その後も親会社の阪急電鉄や阪急阪神ホールディングス主導による事業再編が引き続き行われている。
阪急電鉄や阪神電鉄の駅構内（駅ナカ）や駅周辺（駅チカ、例えば駅に近接する電鉄運営の商業施設・ビル）を中心とした阪急電鉄・阪神電鉄の沿線エリア内に店舗を展開し、2012年（平成24年）3月31日現在で203店舗を運営している。

### 社名変更
2014年3月6日に、阪神電気鉄道が阪急リテールズの株を50%取得し、社名を「エキ・リテール・サービス阪急阪神」とすることを発表。更には阪神ステーションネットが行っていた阪神沿線の自販機・駅売店・駅構内店舗・コインロッカー事業を、阪急レールウェイサービスからはコインロッカー事業をそれぞれ移管した。

## 多様な業態の展開

### 独自ブランドの常設店舗

#### ラガールショップ
当社が運営している阪急電鉄の駅売店である。Osaka Metro管理ではあるが、元が天神橋駅だった経緯から天神橋筋六丁目駅にもある。

### フランチャイズ店
高級食品スーパーの成城石井やCD・DVDレンタル店のTSUTAYAをフランチャイズ店として運営している。

### スクラ三宮
阪神神戸三宮駅西改札口に2013年3月に誕生した駅ナカ商業施設。
スクラの意味は、Station（駅）・Center（中心）・Refresh（元気づける）・Amenity（快適さ）の頭文字を取ったもの。

### パートナーショップ
パートナー企業が契約を締結したうえで、当社が店舗設備を準備・提供し、パートナー企業と協力しながら物販や各種サービスの提供など事業を展開する業態の店舗である。

#### earth music & ecology station store
アパレルメーカーのクロスカンパニーがパートナーショップ契約を締結して2011年（平成23年）11月に阪急電鉄梅田駅構内に1号店を開店させた婦人服ブランド「earth music & ecology」のコンセプトショップで、アクセサリーやバッグなどの手に取りやすい雑貨を中心にした品ぞろえを特徴としている。

#### プラムキューブ
2009年（平成21年）6月にで阪急電鉄梅田駅2階中央改札口付近に開業した4つの有名スイーツ店を入れ替えながら営業している期間限定ショップを集めた店舗である。
開業時は3ヶ月ごとにテナントを入れ替えてきたが、2010年（平成22年）9月からは1ヶ月ごとにテナントを入れ替えるように変更となった。

#### ベジタブルステーション21
大阪府中央卸売市場と提携して2011年（平成23年）9月21日から11月20日までの期間限定で阪急電鉄梅田駅構内に出店していたフルーツ・野菜専門店で通常のフルーツ・野菜などの青果物のほか、カット野菜やパック入りサラダなども取り扱っていた。

#### 京マルシェ阪急梅田店
2012年（平成24年）8月16日から9月18日まで営業している旬のものを中心にした京野菜を使った加工品や漬物、スイーツなどを製造･販売する複数の店舗やメーカーが出店する期間限定の店舗である。

#### 梅田カレーコレクション
2012年（平成24年）4月24日に阪急梅田駅構内に開店したレトルトカレー専門店で、阪急百貨店や甲子園球場、宝塚ホテルなど阪急阪神東宝グループのオリジナル商品の他に日本全国のご当地カレーなど約350種類を揃えている。
新商品や激辛商品などを集めたフェアを開催するほか、イートインコーナーも併設していて購入した商品をサイドメニューやトッピングと共にその場で味わうことも出来るようになっている。

#### サンリオ ライセンス グッズ アスリート サポーターズショップ阪急梅田店
2012年（平成24年）7月3日から8月12日まで阪急梅田駅2階中央改札内に開設されていた日本オリンピック委員会や日本サッカー協会とハローキティがコラボレートした公式ライセンス商品を扱う期間限定ショップである。

#### ネスカフェスタンド
ネスレ日本（ネスカフェ）とコラボレーションして阪急電鉄や阪神電鉄の駅構内で展開する店舗で、イタリアの街角にあるバールをモチーフにしたもの。定期券ときっぷをモチーフにした専用の定期券と回数券がある。注文を受けてから一杯ずつ入れ立てを提供する。2019年7月現在23店舗（阪急20・阪神3）。しかし、ネスカフェスタンドは2023年6月から順次閉店し終了することになった。

## 過去に運営していた業態

### ブックファースト
1996年（平成8年）3月24日に阪急電鉄直営書店として1号店を開店し、2008年（平成20年）4月1日に他の流通事業と共に阪急電鉄から当社に移管された書店チェーンである。
2012年（平成24年）4月1日に株式会社ブックファーストが阪急電鉄100%出資で設立されて分社化し、当社の運営する店舗ではなくなり、兄弟会社の運営する店舗となった。
さらに2013年4月にブックファーストの全株式が書籍取次大手のトーハンに譲渡されたため、系列外となった。

### サウンドファースト
ブックファーストの派生業態として展開されていたCDなど音楽・映像ソフト販売店チェーンで2008年（平成20年）4月1日に他の流通事業と共に阪急電鉄から当社に移管されたチェーンであったが、ブックファーストに併設された売場のみを残して、2011年（平成23年）6月末に単独で出店していた全店舗を閉鎖して、当ブランドでの営業を終了した。

### フレッズカフェ・フレッズベーカリー
2008年（平成20年）4月1日に他の流通事業と共に阪急電鉄から当社に移管されたベーカリーカフェだったが、2010年（平成22年）4月1日に阪急阪神ホテルズの100%子会社として同年2月に設立された新会社阪急阪神レストランズへと移管された。

### アンスリー
2008年（平成20年）4月1日に阪神電気鉄道の100%出資子会社である阪神ステーションネットから運営を受託してアズナスと一体的な運営を開始したコンビニエンスストアであったが、1年後の2009年（平成21年）4月1日に阪神ステーションネットから全8店舗を関係する全従業員16人と共に引継いでアズナスに転換して当社はこのブランドでの店舗運営から撤退した。

### カラーフィールド
化粧品を中心に、アクセサリーやバッグなどの服飾雑貨など女性向けの商品を扱う店舗で、駅構内だけでなくショッピングセンターなどにも出店している。
阪急電鉄だけでなく、阪急阪神ホールディングスグループが出資している北大阪急行の駅にも出店している。
カラーフィールドリラックスの名称で少し異なる業態の店舗も展開している。
2015年4月に、カラーフィールド・ダブルデイ・クレデュプレ・アドレスを統合し、阪急スタイルレーベルズとして分社化された。

### ダブルデイ
新しさだけでなく懐かしさも併せ持つ商品を扱う「Retro Fusion～レトロフュージョン～」をコンセプトとする家具・インテリア雑貨店である。
以前は株式会社ダブルデイ阪急が運営していたが、2009年（平成21年）4月1日に同社を吸収合併して当社が運営するようになった。
たまプラーザテラス店や2011年（平成23年）3月に開店したアミュプラザ博多店など首都圏から九州北部まで広範囲に出店している。2015年4月に、阪急スタイルレーベルズに分社化された。

### クレデュプレ
2011年（平成23年）9月1日に阪急電鉄梅田駅構内に開店したパウダーコーナーを併設する化粧品・雑貨店である。
半地下構造になっていて男性客の視線が入りにくい店内で化粧品やヘアアイロンから美顔器まで借りることができ、化粧台を備えたブースや着替えができるスペースがある有料パウダールームを備え、仕事帰りや待ち合わせの合間に立ち寄ることが出来るスペースとして女性客に利用されている。2015年4月に、阪急スタイルレーベルズに分社化された。

### アドレス
2012年（平成24年）3月期に阪急電鉄西宮北口駅改札内に1号店を出店した新業態の雑貨店である。2015年4月に、阪急スタイルレーベルズに分社化された。

### アズナス
1995年（平成7年）4月に日本初の駅のホーム上にあるコンビニエンスストアとして阪急電鉄十三駅に1号店を開店させたのが始まりである。
阪急電鉄の駅のホーム上や改札外など駅構内を中心に出店して駅利用者に利便性を提供するコンビニエンスストアとして展開し、1997年（平成9年）1月14日時点で9店のうち3店が1日平均100万円を超える売上を上げるなど大都市の鉄道駅乗降客を対象とする店舗として強い集客力を誇っていた。
2001年（平成13年）から通常のコンビニエンスストアタイプのアズナスの他に駅の売店に近い小型店タイプのアズナスエクスプレスを展開し始め、2009年（平成21年）4月1日時点で62店舗のうちアズナスエクスプレスが26店舗を占めるまで店舗数を増やしている
2009年（平成21年）4月1日には阪神ステーションネットのコンビニエンスストアアンスリー全8店舗を関係する全従業員16人と共に引継いでアズナスに転換し、阪神電気鉄道の駅構内などにも店舗を展開するようになった。
2010年（平成22年）4月19日に阪神西梅田店へLED照明116台を導入して環境配慮型の新店舗に改装したほか、大阪市内の中小企業支援の一環として大阪産業創造館と大阪市が開催した「『おいしく元気に疲労回復！』レシピ開発プロジェクト」に応募してきたレシピを元にした弁当やおにぎりを2011年（平成23年）11月29日から販売するなど新たな展開も始めている。
同じ阪急電鉄子会社の総菜製造販売会社いいなダイニングの寿司などを販売しているほか、2011年（平成23年）11月に阪急電鉄や阪神電気鉄道の駅名標デザインの携帯クリーナー付き飲料水を発売したり、2012年（平成24年）2月7日からグループの阪急阪神レストランズが阪急電鉄沿線で運営する阪急そばを再現したカップ麺や同そば店の人気メニュー「天たま丼」を発売したり、同月から阪急電車や阪急梅田駅をあしらったハローキティのご当地バージョンを発売したほか、同年5月15日から阪神電気鉄道が自社の線路の高架下に設置した植物工場の阪神野菜栽培所で無農薬のグリーンリーフレタスを使ったサラダを発売して健康志向の女性に人気を博すなど阪急阪神グループとしての強みを生かしたオリジナル商品を展開している。
なお、2019年8月1日を以てエキ・リテール・サービス阪急阪神からアズナス事業を分割し、エイチ・ツー・オー リテイリングが子会社として2019年4月1日に設立した株式会社アズナスへ事業を譲渡した。